# IBM Millipede
Millipede es un tipo de memoria no volátil que utiliza huecos nanoscópicos quemados en la superficie de una fina capa de polímero, que se lee y escribe por medio de una sonda basada en MEMS. Promete densidades de datos superiores a 1 Gbit/mm² (1 Tbit/pulgada²), cerca de cuatro veces las mayores densidades actuales en almacenamiento magnético.
La tecnología de almacenamiento busca un reemplazo potencial a la grabación magnética en discos duros reduciendo al mismo tiempo el factor de forma al de las memorias flash. IBM demostró el funcionamiento de un dispositivo Millipede en CeBIT 2005 e intenta lanzar su tecnología al mercado en 2007. Probablemente su coste por megabyte sea mayor que el de otras tecnologías en el momento de su lanzamiento, aunque esta desventaja vendría equilibrada por las capacidades que sería capaz de ofrecer.

## Tecnología

### Concepto básico
La memoria principal de los macro- super-ordenadores actuales se construye a partir de chips DRAM, esencialmente un conjunto de condensadores que almacenan información como presencia o ausencia de carga eléctrica. Cada condensador y circuitos asociados (celda) contiene un bit que puede leerse o escribirse en grupos numerosos al tiempo.
Por su parte los discos duros almacenan la información en un disco metálico recubierto con un material magnético como polarizaciones en el campo de dicho material. La lectura y escritura se realiza localizando la posición bajo la cabeza lectura mientras el disco gira. Esto limita el rendimiento a la velocidad mecánica, en general cientos de miles de veces más lenta que la de DRAM. No obstante el equivalente a la célula es mucho menor, por lo que las densidades de datos son mucho más elevadas.
Millipede busca combinar lo mejor de ambos enfoques. Como el disco duro, utiliza un medio de base sin inteligencia que es más sencillo que cualquier célula electrónica; también utiliza cabezas lectoras para acceder a los datos. No obstante, estas cabezas son nanoscópicas y pueden leer y escribir en paralelo hasta incrementar el rendimiento a cotas que pueden competir con las memorias electrónicas. Además, el medio físico lleva a densidades aún mayores que las de los discos duros.
Millipede utiliza múltiples sondas de fuerza atómica (similares a un microscopio de fuerza atómica), cada una de las cuales es responsable de la lectura y escritura de un gran número de bits asociados a ella. Estos bits se almacenan como huecos o su ausencia en la superficie de un polímero termoactivo que forma una fina película en un portador conocido como la cinta (sled).
Una sonda concreta puede operar en un área bastante reducida de la cinta: un campo de almacenamiento (storage field). Típicamente la cinta se mueve a la posición de los bits seleccionados por medio de actuadores electromecánicos similares al cabezal de un disco duro típico, aunque la distancia real es muy pequeña. La cinta se mueve en un patrón de escaneo para localizar los bits buscados en lo que se denomina x/y scan.
Aunque cada campo contiene poca memoria, el área que cubre es también pequeña, por lo que un dispositivo requiere muchos campos y sondas. Las operaciones de acceso pueden realizarse en muchos de estos campos en paralelo aumentando la productividad y el tiempo de acceso. Por ejemplo, un valor sencillo de 32 bits normalmente se escribiría como bits separados en 32 dominios distintos. Los prototipos iniciales se montaron en una rejilla de 32×32 con un total de 1024 sondas, con una distribución parecida a la de las patas de un ciempiés, de ahí su nombre en inglés.
El diseño de este array de estructuras voladizas (cantilevers) es la parte más compleja ya que implica un gran número de dispositivos mecánicos en los que hay que montar una sonda. Todos ellos están hechos únicamente de silicona utilizando construcción de superficie (surface micromachining) en la superficie de las obleas.

### Lectura y escritura de datos
Cada sonda en el array lee y escribe datos termomecánicamente de bit en bit. Para lograr una lectura la sonda se calienta a unos 300 °C y se acerca a la cinta de datos. Si se sitúa sobre un hueco la estructura voladiza la empujará al agujero incrementando la superficie de contacto con la cinta y aumentando el enfriamiento por la fuga del calor a la cinta. Si no hay un hueco, sólo la punta de la sonda toca la cinta y el calor se disipa más lentamente. La resistencia eléctrica de la sonda es función de su temperatura (más a más temperatura), por lo que cuando la sonda cae en un hueco se registra una caída en la resistencia.
Para escribir un bit el extremo de la sonda se calienta por encima de la temperatura de transición del vidrio del polímero utilizado para la cinta (en general vidrio acrílico; en este caso, sobre 400 °C). Para escribir un '1' el polímero cerca del extremo se ablanda y dicho extremo lo toca, creando una marca. Para borrarlo y volver al estado '0' el extremo se sube desde la superficie permitiendo que la tensión superficial recupere la forma de la cinta. Los primeros prototipos utilizan un conjunto de técnicas en general más costosas en tiempo y menos exitosas, que permitían unos 100 000 ciclos de borrado, aunque con la información disponible es difícil saber si las nuevas técnicas mejoran estas cifras.
Las temperaturas que hay que alcanzar conllevan una cantidad significativa de energía para su operación, aunque esta cantidad depende de la velocidad de acceso a los datos, ya que con tasas menores el enfriamiento en la lectura es menor y también lo es el número de veces que hay que recalentar la sonda para escribir a temperatura más alta. Si se opera a unos pocos megabits por segundo se esperan consumos de cerca de 100 mW, similar al de la memoria flash y muy por debajo de los discos duros. Una de las principales ventajas de Millipede es el diseño altamente paralelo que le permite además alcanzar tasas del orden del gigabyte por segundo, a costa de un mayor consumo, similar al de los discos duros actuales.
Para cada sonda la velocidad está limitada al rango de los kilobits por segundo, esto es unos pocos megabits para un array entero. Los extremos individuales pueden alcanzar 1-2 Mbps según pruebas en Almaden Research Center de IBM, con las velocidades agregadas indicadas.

### Situación actual
La progresión de la tecnología a la realidad comercial ha sido más lenta de lo esperado: se han dado importantes avances en tecnologías competidoras, principalmente flash y discos duros, que ha hecho que los prototipos no fueran vistos como atractivos para su producción. Millipede parece disputar una carrera en la que intenta madurar lo suficientemente deprisa como para que las nuevas generaciones de avances no la anulen antes de que esté lista para su producción.
La primera generación de dispositivos utilizaba sondas de 10 nm de diámetro y 70 nm de longitud, con huecos de 40 nm de diámetro en campos de 92x92 µm. En arrays de 32×32 esto da chips de 3×3 mm con 500 Mbit (62.5 MB) de datos y densidad de unos 200 Gbit/in². IBM realizó demostraciones en 2003 con una comercialización prevista para 2005, aunque para este momento los discos duros se acercaban a los 150 Gbit/in², cifra que en el 2012 ya se han superado.
Otros dispositivos más recientes vistos en CeBIT en 2005 mejoran el diseño básico utilizando diseños de dispositivos voladizos en 64×64 con cintas de 7×7 mm y capacidades de hasta 800 Gbit/in² utilizando huecos más pequeños. Este tamaño parece poder bajar hasta 10 nm, lo que lleva a una densidad de área teórica de hasta 1 Tbit/in². IBM planea presentar dispositivos con este rango de densidades en 2007. Los últimos discos duros con grabación perpendicular tienen densidades de 230 Gbit/in² y parecen tener un límite en 1 Tbit/in². Las memorias de semiconductores tienen densidades de 10 Gbit/in² para DRAM y 250 para Flash RAM.

## Casos de uso

### Microdiscos
Estos sistemas pueden utilizarse en microdiscos con un factor de forma muy pequeño de forma que puedan integrarse en relojes, móviles y sistemas personales a la vez que suministran una gran capacidad. La alta densidad de datos de Millipede se adapta muy bien a sus necesidades.

### Discos duros de gran capacidad
Millipede ofrece una muy alta densidad de datos, tiempos de búsqueda y consumo bajos y, probablemente, una alta fiabilidad. De esta forma se podrían fabricar discos con capacidades del orden del terabyte. En todo caso, la capacidad de cada dispositivo Millipede individual se espera que sea relativamente baja (del orden de unos pocos gigabytes), por lo que un reemplazo requeriría del orden de 100 dispositivos Millipede combinados.